# Лазар Соколов
Лазар Соколов (на македонска литературна норма: Лазар Соколов) е партизанин, участник в комунистическата съпротива във Вардарска Македония, по-късно югославски политик.

## Биография
Роден е на 18 март 1914 година в Куманово. По времето, когато учи в Белград се включва в студентското националноосвободително и комунистическо движение. През 1933 година става член на Съюза на комунистическата младеж на Югославия, а после и на МАНАПО, за което е затворен. През 1941 година става член на Югославската комунистическа партия, а през есента на 1943 година недоволен от манифеста на Главния щаб излиза от Антифашисткия народоосвободителен комитет. През април 1944 година влиза в отдел Агитационна пропаганда при Главния щаб на НОВ и ПОМ. Избран е за член на АВНОЮ. Член е на Инициативния комитет за свикване на АСНОМ. Участва в първото заседание на АСНОМ и е избран в Президиума на АСНОМ като отговарящ за финансите на Македония. Член е и на третото заседание на АСНОМ от 14-16 април 1945 година. През 1944 година е един от критиците на Манифеста на АСНОМ, който вкарва новосформираната Народна република Македония в Югославия. След това малко по-малко е изхвърлен от управлението на Федерална Македония. След резолюцията на Коминформбюрото е арестуван, но после е цялостно реабилитиран и поставен начело на Икономическия институт в Скопие. Умира през 1984 година.